# ジャロッド・パーカー
ジャロッド・ブレント・パーカー（Jarrod Brent Parker, 1988年11月24日 - ）は、アメリカ合衆国インディアナ州フォートウェイン出身の元プロ野球選手（投手）。右投右打。

## 経歴

### プロ入りとダイヤモンドバックス時代
2007年のMLBドラフト1巡目（全体9位）でアリゾナ・ダイヤモンドバックスから指名され、8月15日に契約金210万ドルで契約。ジョージア工科大学への進学という選択肢もあっただけにドラフトの契約期限の数時間前の駆け込み契約となった。
2008年シーズンはルーキー級、A-級を経ずにいきなりA級サウスベンド・シルバーホークスでプロデビューし、24試合に先発登板して12勝5敗・防御率3.44・117奪三振の好成績を残した。
2009年は前年の好成績からA+級バイセイリア・ローハイドで開幕を迎えるが、その後すぐにAA級モービル・ベイベアーズへと昇格。しかし、7月30日の登板で右肘に痛みが走り、トミー・ジョン手術を受け、残りのシーズンと2010年は全休となった。
2011年はAA級モービルにて11勝8敗の成績を残し、9月27日のロサンゼルス・ドジャース戦でメジャー初登板。5.2回を投げて被安打4無失点に抑えるも打線の援護がなかったため白星はつかなかった。また「ベースボール・アメリカ」誌の有望株ランキングにおいて、マイナー全体で40位の評価を受けた。

### アスレチックス時代
2011年12月9日にトレバー・ケーヒル、クレイグ・ブレスロウとの2対3のトレードで、コリン・カウギル、ライアン・クックと共にオークランド・アスレチックスへ移籍した。
2012年は開幕は傘下のAAA級サクラメント・リバーキャッツで迎えるも4月の終わりから昇格し、先発ローテーションに加わる。6月4日のテキサス・レンジャーズ戦では7回を終わって被安打0とあわやノーヒットノーランの好投を見せる（8回にマイケル・ヤングにヒットを打たれ8回を被安打1で降板）。その後、シーズン終了まで先発ローテを守り通し勝利数は1位タイ、防御率と奪三振はトップと、同じルーキーのトム・ミローンと共に先発投手陣の柱となった。また、デトロイト・タイガースとのディビジョンシリーズでもルーキーにして第1戦に先発。これは球団史上初めてのことであり、23歳と317日でのプレーオフ第1戦先発はヴァイダ・ブルー（1971年のリーグチャンピオンシップシリーズに先発）に次ぐ球団二番目の若さであった。結局、先発した第1戦、第5戦共に相手エースのジャスティン・バーランダーに投げ負け、チームも敗退したが実りの多いシーズンとなった。
2013年は32試合に先発登板して12勝8敗・防御率3.97・134奪三振の成績を残した。
2014年は開幕投手に指名されたものの、自身二度目のトミー・ジョン手術を3月25日に行い、シーズンを全休することが3月17日に発表された。3月20日に60日間の故障者リスト入りした。
2015年もメジャーのマウンドに登る機会はなかった。マイナー（A+級ストックトン・ポーツ、AAA級ナッシュビル・サウンズ）では4試合に投げたが、2ランク合わせて防御率5.79と炎上した。だが、勝ち運には恵まれて計2勝1敗と勝ち越した。
2016年3月11日、右上腕骨内側上顆骨折のため60日間の故障者リスト入りした。同年もメジャーの登板はなく10月7日に40人枠から外れてAAA級ナッシュビルに配属され、同日FAとなった。
2017年はどの球団にも所属せず、2018年2月13日に引退を表明した。

## 詳細情報

### 年度別投手成績
| 年 度    | 球 団    | 登 板 | 先 発 | 完 投 | 完 封 | 無 四 球 | 勝 利 | 敗 戦 | セ 丨 ブ | ホ 丨 ル ド | 勝 率 | 打 者 | 投 球 回 | 被 安 打 | 被 本 塁 打 | 与 四 球 | 敬 遠 | 与 死 球 | 奪 三 振 | 暴 投 | ボ 丨 ク | 失 点 | 自 責 点 | 防 御 率 | W H I P |
| -------- | -------- | ----- | ----- | ----- | ----- | -------- | ----- | ----- | -------- | ----------- | ----- | ----- | -------- | -------- | ----------- | -------- | ----- | -------- | -------- | ----- | -------- | ----- | -------- | -------- | ------- |
| 2011     | ARI      | 1     | 1     | 0     | 0     | 0        | 0     | 0     | 0        | 0           | ----  | 22    | 5.2      | 4        | 0           | 1        | 0     | 0        | 1        | 0     | 0        | 0     | 0        | 0.00     | 0.88    |
| 2012     | OAK      | 29    | 29    | 0     | 0     | 0        | 13    | 8     | 0        | 0           | .619  | 751   | 181.1    | 166      | 11          | 63       | 3     | 3        | 140      | 10    | 0        | 71    | 70       | 3.47     | 1.26    |
| 2013     | OAK      | 32    | 32    | 1     | 0     | 0        | 12    | 8     | 0        | 0           | .600  | 818   | 197.0    | 178      | 25          | 63       | 2     | 7        | 134      | 7     | 0        | 92    | 87       | 3.97     | 1.22    |
| MLB：3年 | MLB：3年 | 62    | 62    | 1     | 0     | 0        | 25    | 16    | 0        | 0           | .610  | 1591  | 284.0    | 348      | 36          | 127      | 5     | 10       | 275      | 17    | 0        | 163   | 157      | 3.68     | 1.24    |

### 背番号
- 56（2011年）
- 11（2012年 - 2013年）